# Paul Trouillebert

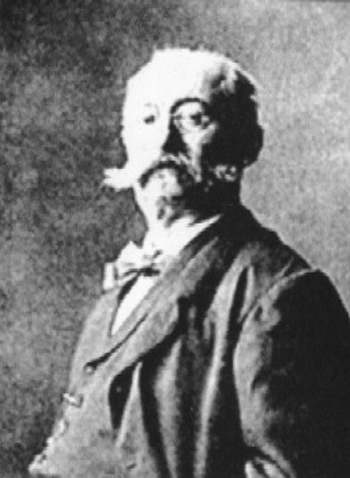
Paul Trouillebert, circa 1895

Paul Desiré Trouillebert (París, 1829-28 de junio de 1900) fue un pintor francés de la Escuela de Barbizon. 
Trouillebert está considerado como retratista y pintor paisajista de la Escuela de Barbizon, atraído a la vez por el orientalismo. Fue alumno de Ernest Hébert (1817-1908) y Charles Jalabert (1819-1901), e hizo su presentación en el Salón de París de 1865, exponiendo un retrato. Produjo muchos cuadros de paisajes muy cercanos a la manera de pintar de Camille Corot en su época tardía.
En el Salón de París de 1869 Trouillebert expuso Au bois Rossignolet, un paisaje de Fontainebleau que recibió críticas muy favorables.
Interesado en el orientalismo pintó algunos desnudos ambientados en el antiguo Egipto como La sirviente del harén (1874, Niza, musée des beaux-arts). 

## Galería

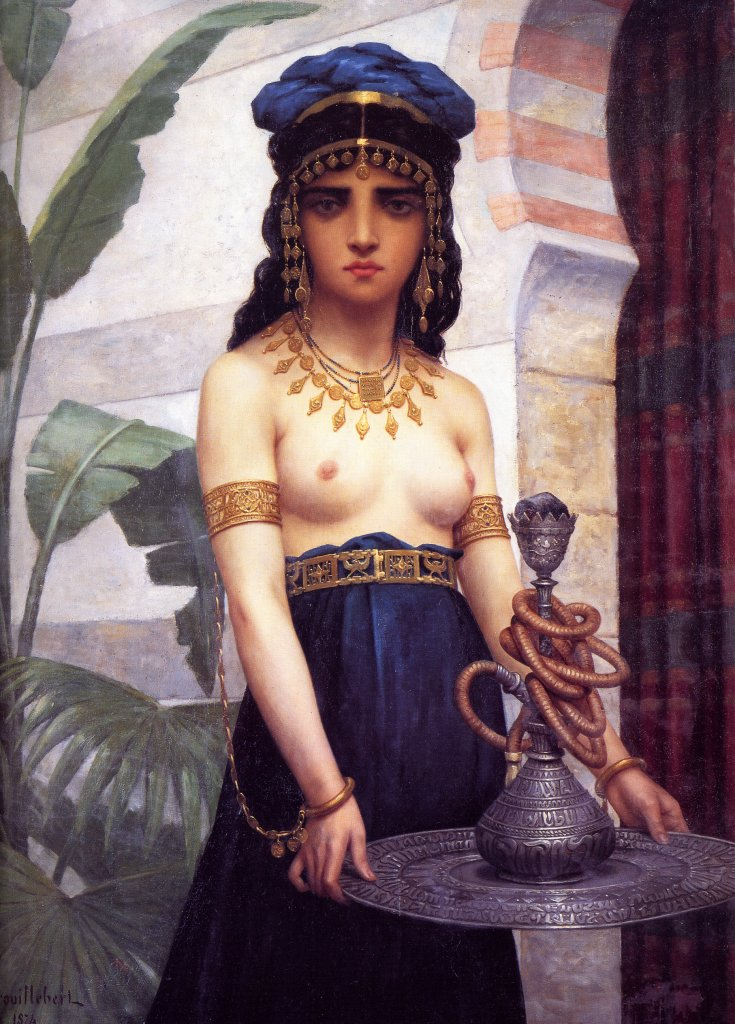
La sirvienta del harén, 1874, Niza, musée des beaux-arts.
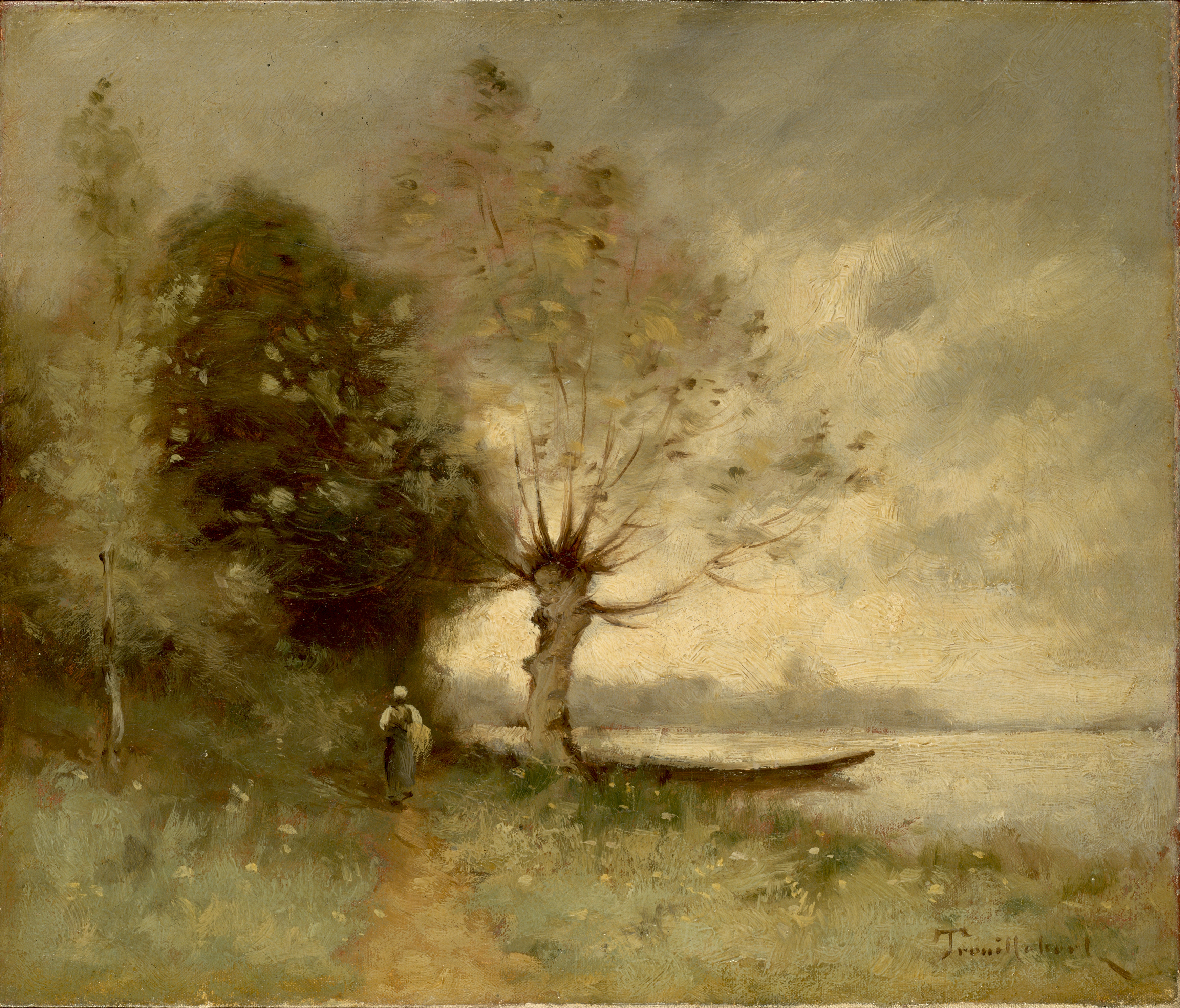
Rivera del Loira cerca de Chouze, 1883, San Petersburgo, Museo del Ermitage
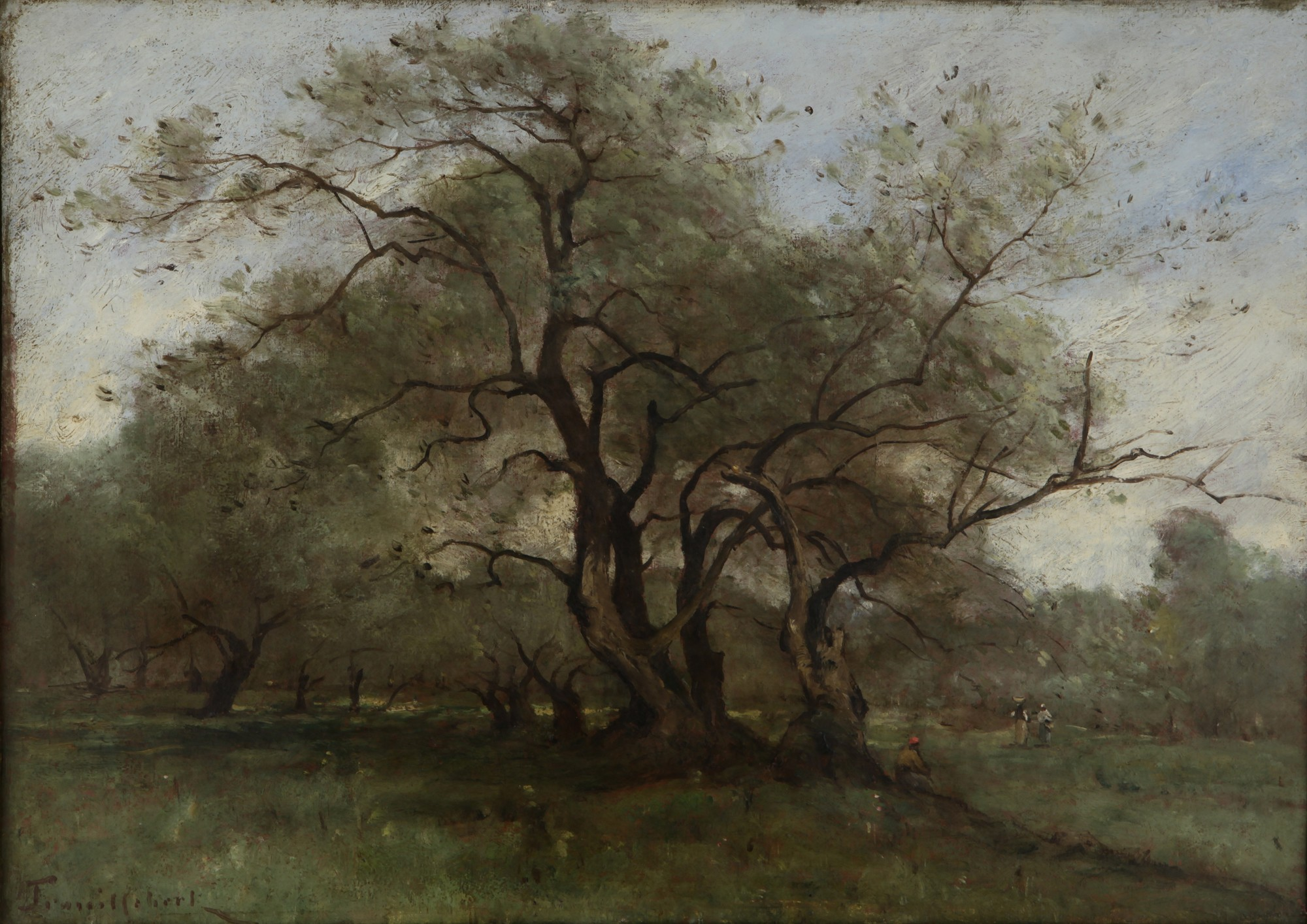
Paisaje, Buenos Aires, Museo Nacional de Bellas Artes de Argentina
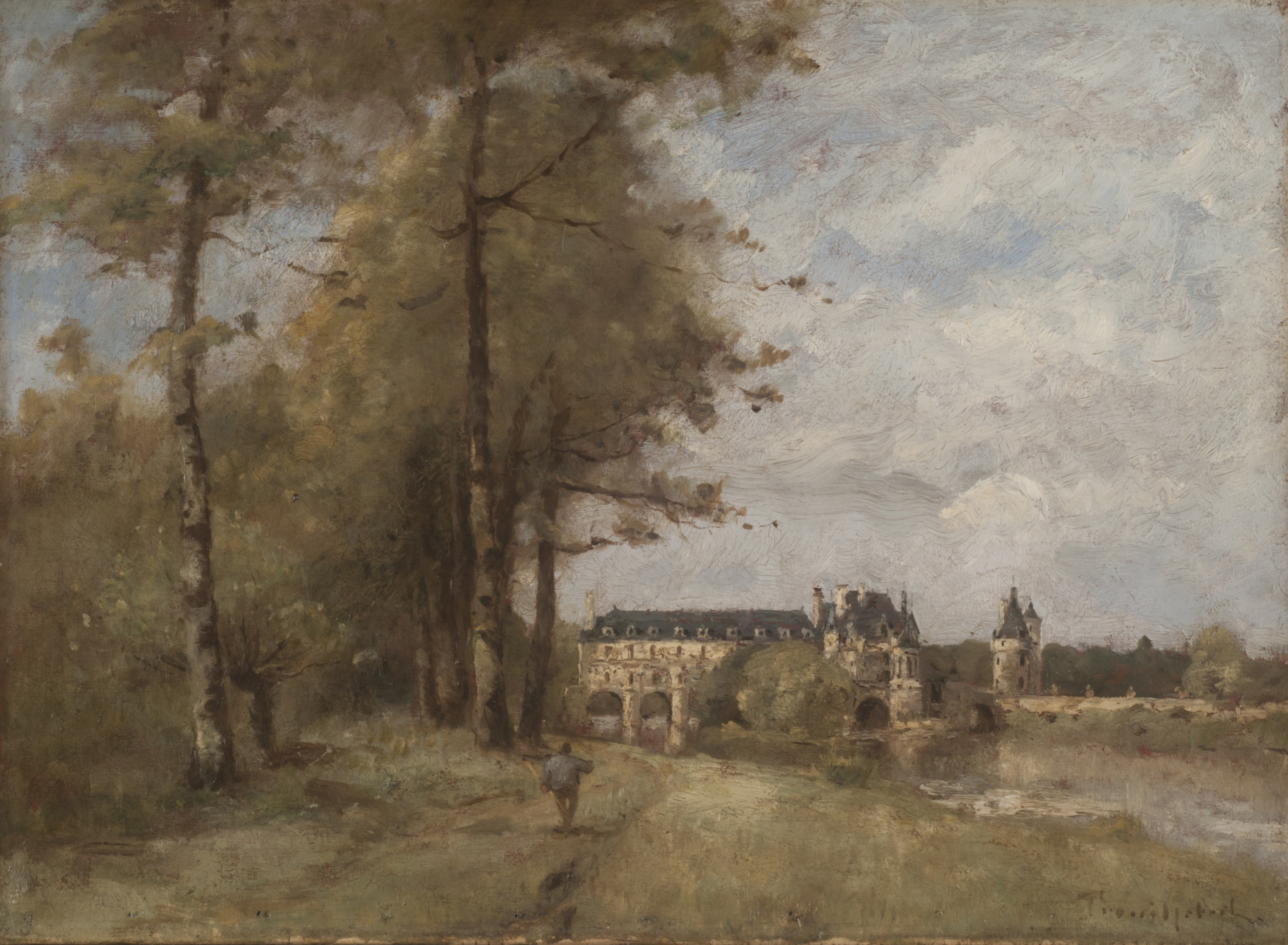
El castillo de Chenonceaux, Buenos Aires, Museo Nacional de Bellas Artes de Argentina
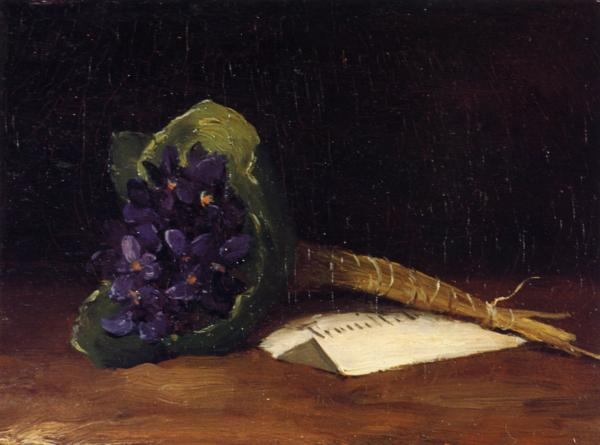
Racimo de violetas, Ajaccio, musée Fesch

- Datos: Q709290
- Multimedia: Paul Désiré Trouillebert / Q709290